# Neolith (Band)
Neolith ist eine polnische Black- und Death-Metal-Band, die im Jahr 1991 gegründet wurde. Die Band kam ursprünglich aus Sanok, hat ihren Sitz aber mittlerweile nach Krosno verlegt.

## Geschichte
Die Band wurde im Jahr 1991 gegründet. 1993 folgte ein erstes Demo namens Death Comes Slow, dem sich 1995 das Demo Journeys Inside the Maze of Time und 1996 ein Promo-Demo anschlossen. Daraufhin unterzeichnete die Band einen Vertrag bei Ceremony Records, worüber 1996 Trips Through Time and Loneliness erschien, die eine Kompilation aus den letzten beiden Demos war. Nachdem die Band zu Dogma Records gewechselt war, erschien hierüber 1998 das Debütalbum Igne Natura Renovabitur Integra. Im Jahr 2002 schloss sich mit Thorn In the Side of my Enemies ein nächstes Demo an. Im selben Jahr kam Krzysztof „Kriss“ Szantula als neuer Schlagzeuger zur Band, sodass er den bisherigen Schlagzeuger Yashin ersetzte. Zudem kam Jerzy „U. Reck“ Głód als Keyboarder zur Besetzung. Sowohl Szantula als auch Głód waren vorher bereits bei Lux Occulta tätig. 2004 schloss sich über The Flaming Arts Records das nächste Album Immortal an, worauf die Band neben Szantula und Głód aus dem Bassisten Paweł, dem Sänger Grzegorz „Levi“ Łukowski und dem Gitarristen Artur „Jimmi“ Tabisz bestand. Das 2010 bei Wydawnictwo Muzyczne Psycho erschienene Album Individual Infernal Idimmu war dem Schlagzeuger Tomasz „Fil“ Górawski gewidmet, wobei dieser noch auf dem Album zu hören war. Als weitere Mitglieder waren hierauf die Gitarristen Tabisz und Konrad „Conrad“ Białas, der Bassist Łukasz „Luke“ Forystek und Sänger Łukowski zu hören.

## Stil
Laut Devil Man von schwermetall.ch habe sich die Band auf Individual Infernal Idimmu nun ganz vom Doom Metal gelöst und spiele Death Metal mit leichten Black-Metal-Einflüssen. Textlich behandle die Band hauptsächlich okkulte Themen.

## Diskografie
- 1993: Death Comes Slow (Demo, Eigenveröffentlichung)
- 1995: Journeys Inside the Maze of Time (Demo, Eigenveröffentlichung)
- 1996: Promo '96 (Demo, Eigenveröffentlichung)
- 1996: Trips Through Time and Loneliness (Kompilation, Ceremony Records)
- 1998: Igne Natura Renovabitur Integra (Album, Dogma Records)
- 2002: Thorn in the Side of My Enemies (Demo, Eigenveröffentlichung)
- 2004: Immortal (Album, The Flaming Arts Records)
- 2005: Promo 2005 (Demo, Eigenveröffentlichung)
- 2010: Individual Infernal Idimmu (Album, Wydawnictwo Muzyczne Psycho)
- 2012: Iter Ad Inferni (Demo, Eigenveröffentlichung)